# Mali vodenjak
Mali vodenjak (Lissotriton vulgaris, stari naziv :Triturus vulgaris), vrsta iz porodice daždevnjaka.

## Opis vrste
Mali vodenjak ima izduženo tijelo, s dugim repom. Mogu doseći 10 cm dužine, a ženke su nešto manje. Koža mu je glatka, s leđa maslinasta, a s trbuha svjetlija i posuta tamnim točkama, koje se na glavi odozgora spajaju u pruge. Trbuh je po sredini narančast. Ženke su nešto manje od mužjaka, blijeđe, a točke na njihovom tijelu su im sitnije.
Mužjaci u doba parenja razvijaju valovitu krijestu i kožna proširenja na prstima stražnjih nogu.

## Parenje i razmnožavanje
Mužjaci postaju spolno zreli nakon 2 do 3 godine, a ženke oko godinu dana kasnije. Postoje i neotenične jedinke, koje dosegnu spolnu zrelost bez da se potpuno preobraze. 
U sezoni parenja, u rano proljeće, mužjaci prvi stižu u vodena staništa. Ženkama se dodvoravaju posebnim položajima tijela i mašući repom u njihovom smjeru. 
Mužjaci predaju ženkama paketiće spreme, te dolazi do začeća. Ženka polaže 100 do 300 jaja. Pojedinačna jaja promjera do 4 mm sakrivena su u naborima vodenog bilja. 
Iz jaja nakon 1 do 3 tjedna izlaze ličinke. Ličinke su zdepaste s čupavim škrgama. Narastu do veličine 4 cm. 
Ličinke se nakon nekoliko mjeseci preobraze u mlade vodenjake, te izlaze na kopno. 
U zatočeništvu, mali vodenjaci mogu doživjeti preko 25 godina, ali u prirodi rijetko žive duže od 7.

## Stanište i rasprostranjenost
Mali vodenjak naseljava veći dio Europe (iznimka je krajnji sjever Europe) i u zapadnu Aziju. Europske države u kojima ga se može naći su Rusija, Ukrajina, Moldavija, Rumunjska, Bugarska, Grčka, Albanija, Makedonija, Makedonija, Srbija, Crna Gora, Hrvatska, Mađarska, Slovačka, Poljska, Bjelorusija, Litva, Latvija, Estonija, Finska, Italija, Slovenija, Švicarska, Austrija, Njemačka, Češka, Danska, Norveška, Švedska, Francuska, Luksemburg, Belgija, Nizozemska, Irska, Ujedinjeno Kraljevstvo, Španjolska i Portugal.
Živi u mirnim vodama ravnica i planinskih krajeva do 1000 m nadmorske visine. Mužjaci su krupniji od ženki, posjeduju neparni kožni nabor koji se prostire cijelom duljinom leđa i repa. Mali vodenjaci narastu do 10 cm duljine. Na glavi posjeduju tamne uzdužne pruge dok im je abdomen narančast ili žut s tamnim pjegama. Ženka malog vodenjaka nema pjege. Kao i drugi vodenjaci, mali vodenjak je aktivan noću, hrani se larvama komaraca, račićima i vodenim kukcima.
Mali vodenjak proljeće i ljeto provodi u vodi zbog razmnožavanja. Oplođena jaja ženka lijepi u sluzavom omotaču na listove podvodnih biljaka. Mali vodenjak počinje zimovanje tijekom listopada.
U vodi, ličinke žive pri dnu, a odrasle se jedinke često zadržavaju blizu površine, gdje i love

## Prehrana
Na kopnu, odrasle jedinke jedu gujavice, puževe, pauke i kukce. U vodi, i ličinke i odrasli jedu račiće, vodene mekušce i kukce te ličinke kukaca.

## Predatori
U vodi, glavna opasnost za ličinke su gmazovi koji se hrane u vodi, ptice i mali sisavci. Na kopnu, odraslim jedinkama opasnost prijeti od sisavaca, ptica i gmazova.

## Zakonska zaštita
Lissotriton vulgaris je zaštićen Bernskom konvencijom (Appendix III, zaštićena vrsta) i europskom direktivom o zaštiti staništa i vrsta. U Europskoj uniji nezakonito je loviti, posjedovati ili rukovati velikim vodenjacima bez posebne dozvole. Isto tako, zabranjeno je njihovo ubijanje ili nanošenje štete njima ili području u kojem žive. 
U Hrvatskoj, može ga se naći u Turopolju i na popisu je zaštićenih vrsta u Republici Hrvatskoj. Štiti ga Pravilnik o proglašavanju divljih svojti zaštićenim i strogo zaštićenim (NN 07/06), gdje je naznačen kao "strogo zaštićena svojta".

## Drugi projekti
|  | Zajednički poslužitelj ima stranicu o temi Mali vodenjak    |
|  | Zajednički poslužitelj ima još gradiva o temi Mali vodenjak |
|  | Wikivrste imaju podatke o taksonu Malom vodenjaku           |